# Dani Wauters
Dani Wauters is een personage uit de Vlaamse politieserie Zone Stad en wordt gespeeld door Katrien Vandendries. 

## Seizoen1
Wanneer Toms partner Rob Biesemans om het leven komt, wordt Dani zijn nieuwe partner. Hoewel Dani haar best doet, lijkt Tom de samenwerking helemaal niet te zien zitten. Na verloop van tijd worden ze toch een hecht team.

## Seizoen 2
Tom en Dani bevinden zich in een vicieuze cirkel van aantrekken en afstoten. Iets concreets laat echter nog steeds op zich wachten.

## Seizoen 3
In de eerste aflevering van dit seizoen lijken Tom en Dani een avontuurtje te beleven, maar in werkelijkheid hadden ze elk afzonderlijk een onenightstand. Wanneer Dani openlijk begint te flirten met andere mannen, merkt ze Toms jaloezie, maar gaat er niet op in. Hoofdcommissaris An Treunen stelt Dani voor om deel te nemen aan het examen voor commissaris. Na lang twijfelen gaat ze hierop in.

## Seizoen 4
Dani bekent aan Tom dat ze heeft deelgenomen aan het examen voor commissaris. Wanneer blijkt dat ze bovendien met glans geslaagd is, neemt Tom dit haar niet in dank af. Nu hoofdcommissaris Treunen door korpschef Speltinckx is weggepromoveerd, krijgt Dani de leiding over het team van Zone Stad. De korpschef is echter niet blij met het feit dat de burgemeester Dani heeft verkozen boven de kandidaat die hij in gedachte had. Hij volgt haar dan ook zeer strikt op, om bij het minste foutje meteen sancties te kunnen treffen.
Omdat het zijn laatste werkdag is, vraagt Ivo aan Dani toestemming om nog een laatste keer mee op interventie te mogen gaan. Ze gaat akkoord, maar het loopt slecht af en Ivo komt om het leven. De korpschef vindt dit een onvergeeflijke fout en zet meteen intern toezicht op de zaak. Tom vindt echter een manier om de korpschef te chanteren, en zodoende komt Dani er met een verwittiging van af. Dit neemt niet weg dat ze zich ontzettend schuldig voelt om wat er met Ivo gebeurd is.
Dani begint steeds meer in te zien hoe hard ze haar ex-partner Tom mist, nu ze commissaris is. Ze bekent hem haar liefde voor hem, maar hij gaat daar niet verder op in. Wanneer Dani een tijdje later in het ziekenhuis belandt, zit Tom voortdurend aan haar ziekbed. Intussen wordt ze op het bureau vervangen door een oude bekende: commissaris Wim Jacobs.

## Seizoen 5
Tot grote spijt van Dani komen Tom en Kathy na vertrek van Lucas voor studie naar het buitenland weer dichter bij elkaar. Dit maakt Dani erg jaloers. Als Lucas terugkomt, vertelt Kathy hem alles wat er is gebeurd tussen haar en Tom. Daar is Lucas erg kwaad om en hij reageert erg fel op Tom, en Kathy mag haar kinderen niet meer zien. Ook vechten Tom en Lucas met elkaar.
Na een poosje is Lucas gaan beseffen dat Kathy voor Tom heeft gekozen en dat de kinderen haar erg missen. Hij tekent alle papieren voor een echtscheiding. Nadat Kathy dat heeft verteld aan Tom, vraagt zij of hij met haar zou willen trouwen. Tom zegt daar ja op en ze zijn erg trots.
Als Tom aan Dani vertelt dat alles goed komt tussen hem en Kathy en dat ze gaan trouwen is ze erg geschokt, maar doet alsof ze erg blij is voor hem.
De dag voor en van het huwelijk loopt niet als gepland. Tijdens een alcoholcontrole houden Jimmy en Mike met alle plezier Tom aan, die op zijn motor naar de feestzaal rijdt om de bloemen uit te kiezen. Op dat moment rijdt er een auto met volle vaart in op Jimmy die later zwaargewond wordt weggebracht. Tom snelt met zijn motor achter de auto aan, maar raakt hem door een groep mensen kwijt. Hij kon alleen nog net zien dat Brik (de undercover en vriend van Fien) achter het stuur zat. 
De dag van het huwelijk, krijgt Fien een sms'je van Brik dat hij alle bewijzen heeft tegen een bendeleider. Op het moment dat hij die aan haar wil geven, worden ze betrapt voor een ander bendelid. Na een paar rake klappen, belt Fien, uit nood, naar Tom. Ze had het geluk dat hij tijdens de ceremonie vergeten was zijn gsm uit te zetten, en hoort een overstuurde Fien en op de achtergrond twee vechtende mannen. Net voordat hij ja wilde zeggen, zegt hij dat hij weg moet en laat Kathy voor het altaar staan. Dani gaat achter hem aan.
Na een stevig vuurgevecht tussen de bende en Tom en Dani, schiet Tom, Avla met zijn laatste kogel neer op het moment dat hij een granaat wil gooien. Als het allemaal is afgelopen, kruipt het tweetal overeind, en vallen ze in elkaars armen. Tom ziet de verliefde blik van Dani en kust haar...

## Seizoen 6
Dani is - met grote tegenzin van Tom - gepromoveerd tot adjunct-korpschef. Ook privé gaat het nog steeds niet goed tussen hen. Zeker niet wanneer Dani hem duidelijk maakt dat ze een nieuwe vriend heeft. Waar vorig seizoen Dani jaloers was op Tom, is dit nu omgekeerd. Als Tom haar voor zich probeert te winnen door haar te vertellen dat ze bewust is weggepromoveerd, neemt ze hem dit erg kwalijk en zoekt ze troost in de armen van Maxime. 

## Seizoen 7
Dani heeft nog steeds een relatie met de veel jongere Maxime Verbist, maar lijkt hoe langer hoe meer de nadelen te ondervinden van het leeftijdsverschil. De problematiek bereikt een hoogtepunt wanneer Maxime dronken in Dani's auto kruipt en een ongeval met vluchtmisdrijf veroorzaakt. Ze ziet zich genoodzaakt hem in te dekken, maar dit is niet zonder gevaar voor haar carrière.
Intussen is Dani getuige van de oplopende spanningen tussen commissaris Lucas Neefs en zijn personeel. Ze besluit zelf voor onbepaalde duur terug te keren naar het bureau van Zone Stad, waardoor Lucas tegen zijn zin naar de werkvloer verbannen wordt. Aan het einde van het seizoen neemt Lucas wraak door met het verhaal van het verdoezelde vluchtmisdrijf naar de Dienst Intern Toezicht te stappen. Er hangt Dani een schorsing en een mogelijke degradatie boven het hoofd.

## Seizoen 8
Dani is gechoqueerd door de dood van Fien Bosvoorde en Jimmy N'Tongo, maar net als haar team beseft ook zij dat piekeren weinig zin heeft. Intussen heeft Intern Toezicht, sinds kort onder leiding van Wim Jacobs, nog steeds een eitje met haar te pellen. Jacobs gooit het op een akkoordje met Dani: ze kan haar positie behouden, als ze Jacobs informatie bezorgt die Tom zijn job kan kosten. Dani krijgt het alsmaar moeilijker met het ultimatum van Wim Jacobs, maar bezorgt hem uiteindelijk toch de informatie. Hierdoor kan ze haar job wel behouden, maar heeft ze een enorm schuldgevoel. Ze gaat te rade bij psychologe Veerle Goderis, in de hoop dat zij haar kan helpen. Veerle heeft plannen met Dani, maar besluit uiteindelijk om die niet te laten doorgaan. Even later wordt Tom ook geschorst door comité P. Hij is razend dat Dani hem verraden heeft. Ze belt hem meerdere malen en stuurt hem een sms dat het haar spijt, maar hij blijft haar negeren. Later ontdekt het team dat Tom ontvoerd werd door Veerle. Dani gaat mee met de helikopter, en ziet Tom op de sporen liggen... en een trein die razendsnel aankomt...